# Gorybia palpalis
Gorybia palpalis là một loài bọ cánh cứng trong họ Cerambycidae.